# Hyantis adumbratus
Hyantis adumbratus är en fjärilsart som beskrevs av Brooks 1939. Hyantis adumbratus ingår i släktet Hyantis och familjen praktfjärilar. Inga underarter finns listade i Catalogue of Life.